# Districtul Braničevo
Districtul Branicevo (în sârbă Браничевски округ (Braničevski Okrug) este o unitate administrativ-teritorială de gradul I a Serbiei. Reședința sa este orașul Požarevac. Cuprinde 8 comune care la rândul lor sunt alcătuite din localități (orașe și sate).
Districtul este numit după satul Braničevo.

## Comune
- Velico Gradiște (Gradiștea Mare)
- Pojarevaț
- Golubăț
- Malo Țrnice (Țrnice Mic)
- Jabari
- Petrovaț
- Cucevo
- Jagubița